# Gestern bei Müllers
Gestern bei Müllers ist eine sechsteilige Fernsehserie des ZDF, die im Jahr 1983 produziert und ausgestrahlt wurde. Die jeweiligen Folgen wurden erst am Tag der Ausstrahlung aufgezeichnet und schilderten Momentaufnahmen aus dem Leben einer Familie.

## Handlung
Familienvater Werner Müller, der während der Woche in einer anderen Stadt arbeitet, kommt wie immer am Freitagabend übers Wochenende zu Frau Gerda und Tochter Sabine nach Hause. Auch die Oma ist zu einem längeren Besuch erschienen. Sie unterhalten sich über ihr Leben, die vergangene Woche und das aktuelle Geschehen des Tages. Abschließend sehen sie gemeinsam die Abendnachrichten.

## Hintergrund
Da die jeweiligen Episoden erst am Tag der Ausstrahlung aufgezeichnet wurden, konnten aktuelle Geschehnisse in die Handlung mit aufgenommen werden. Geschildert wurde meist der Ablauf des abendlichen Freitags. Zum Abschluss jeder Episode versammelte sich die Familie vor dem Fernseher zur Betrachtung der Abendnachrichten.

## Episoden
| Folge | Ausstrahlung       |
| ----- | ------------------ |
| 1     | 24. September 1983 |
| 2     | 1. Oktober 1983    |
| 3     | 8. Oktober 1983    |
| 4     | 15. Oktober 1983   |
| 5     | 22. Oktober 1983   |
| 6     | 29. Oktober 1983   |